# 2617 Jiangxi
2617 Jiangxi este un asteroid din centura principală, descoperit pe 26 noiembrie 1975, de Observatorul Zijinshan.